# Fortis International Challenge
De Fortis International Challenge is een 4-daags golftoernooi waaraan nationale teams van twee golfprofessionals kunnen deelnemen. Er is geen prijzengeld bij dit toernooi. Het is het Aziatische kwalificatietoernooi waarvan de beste teams zich voor de World Cup of Golf kwalificeren. Meestal zijn dat drie teams, in 2007 waren dat vijf teams.
Het toernooi vindt plaats in augustus of september, ruim twee maanden voor de World Cup, waar 28 landen deelnemen.
De Kota Permai G&CC werd door Ross Watson ontworpen en in 1998 geopend. Als eerste toernooi werd de Volvo Masters van Maleisië er gespeeld, zelfs voordat er door de leden een maandbeker was georganiseerd.   
| Jaar                           | Baan                               | Winnaar                               | Ook gekwalificeerd | Info                |
| World Cup Qualifyer            | World Cup Qualifyer                | World Cup Qualifyer                   | World Cup Qualifyer | World Cup Qualifyer |
| ------------------------------ | ---------------------------------- | ------------------------------------- | --- | ------------------- |
| 2005                           | Kota Permai G&CC, Maleisië         |                                       | |                     |
| Fortis International Challenge |                                    |                                       | |                     |
| 2006                           | Seri Selangor Golf Club, Singapore |                                       | |                     |
| 2007                           | Kota Permai G&CC                   | Thongchai Jaidee and Prayad Marksaeng | Robert-Jan Derksen en Maarten Lafeber Richard Lee en Stephen Cahill Lee Sung en Lee Seung-ho Tony Lascuna en Gerald Rosales |                     |
| 2008                           | Kota Permai G&CC                   | Bae Sang-moon en Kim Kyung-tae        | Angelo Que en Marciano Pucay Edoardo Molinari en Francesco Molinari                                                         |                     |
| 2009                           | Seri Selangor Golf Club            |                                       | |                     |
| 2010                           |                                    |                                       | China Filipijnen Pakistan                                                                                                   |                     |
| 2011                           | Seri Selangor Golf Club            | Michael Hendry en Garreth Paddison    | Chih-bing Lam en Mardan Mamat Hyung-sung Kim en Sung-joon Park                                                              |                     |